# Alessandro Carmelo Ruffinoni
Alessandro Carmelo Ruffinoni CS (ur. 26 sierpnia 1943 w Piazza Brembana) – włoski duchowny rzymskokatolicki pracujący w Brazylii, w latach 2011-2019 biskup Caxias do Sul.

## Życiorys
Święcenia kapłańskie przyjął 8 marca 1970 w zgromadzeniu Misjonarzy św. Karola Boromeusza. Po święceniach rozpoczął pracę w Brazylii, zaś w latach 1988-1998 był misjonarzem w Paragwaju. Był m.in. rektorem seminariów w Casca, Guaporé i Ciudad del Este oraz przełożonym Prowincji Świętego Piotra z siedzibą w Porto Alegre.
18 stycznia 2006 papież Benedykt XVI mianował go biskupem pomocniczym Porto Alegre oraz biskupem tytularnym Furnos Maior. Sakry biskupiej udzielił mu 17 marca 2006 abp Dadeus Grings. W archidiecezji odpowiadał za wikariat Gravataí.
16 czerwca 2010 został mianowany biskupem koadiutorem diecezji Caxias do Sul, zaś urząd biskupa diecezjalnego objął 6 lipca 2011.
26 czerwca 2019 przeszedł na emeryturę.